# Hollywood (Universal Studios Florida)

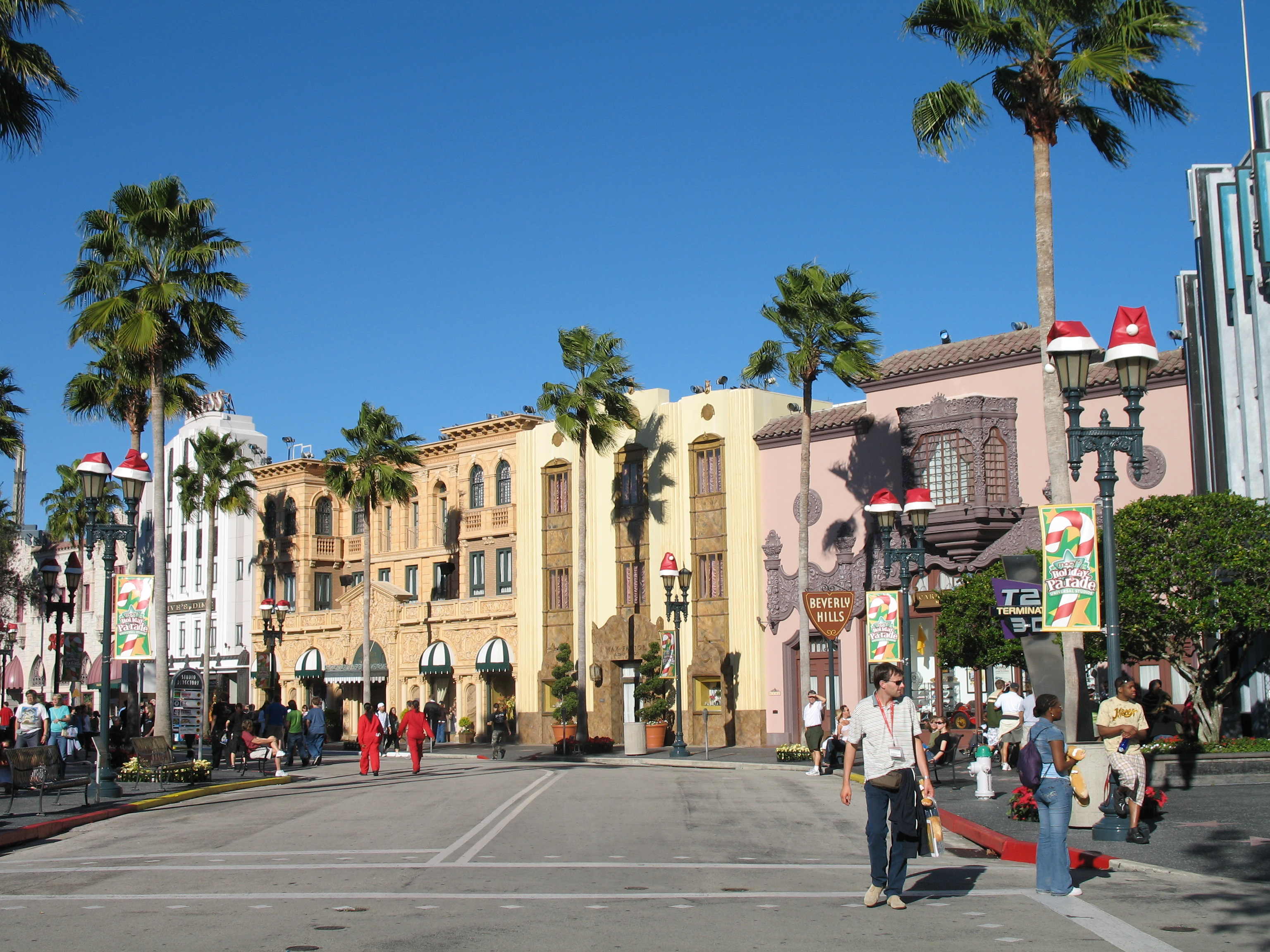
Een van de nagebouwde straten van de wijk Hollywood, kerst 2007

Hollywood is een themagebied in het Amerikaanse attractiepark Universal Studios Florida.
Het themagebied is, zoals de naam al aangeeft, gebouwd in Hollywoodstijl. Zo staan er verschillende replica's van gebouwen uit de wijk Hollywood, waarin zich verschillende restaurants en winkels bevinden, zoals Cafe La Bamba, Schwab's Pharmacy, Mel's Drive In, Cyber Image en Theatre Magic. In dit themagebied bevinden zich een aantal attracties, waaronder Universal's Horror Make-Up Show, Lucy: A Tribute (een museum over de actrice Lucille Ball) en de 3D-film T2 3-D: Battle Across Time.
De volgende personages zijn in Hollywood terug te vinden: Marilyn Monroe, Lucy and Desi Arnaz, Beetlejuice, Betty Boop, Scooby Doo, Popeye and Olive Oyl, The Simpsons Family, Woody & Winnie Woodpecker, Curious George, Trolly Host en Bullwinkle.

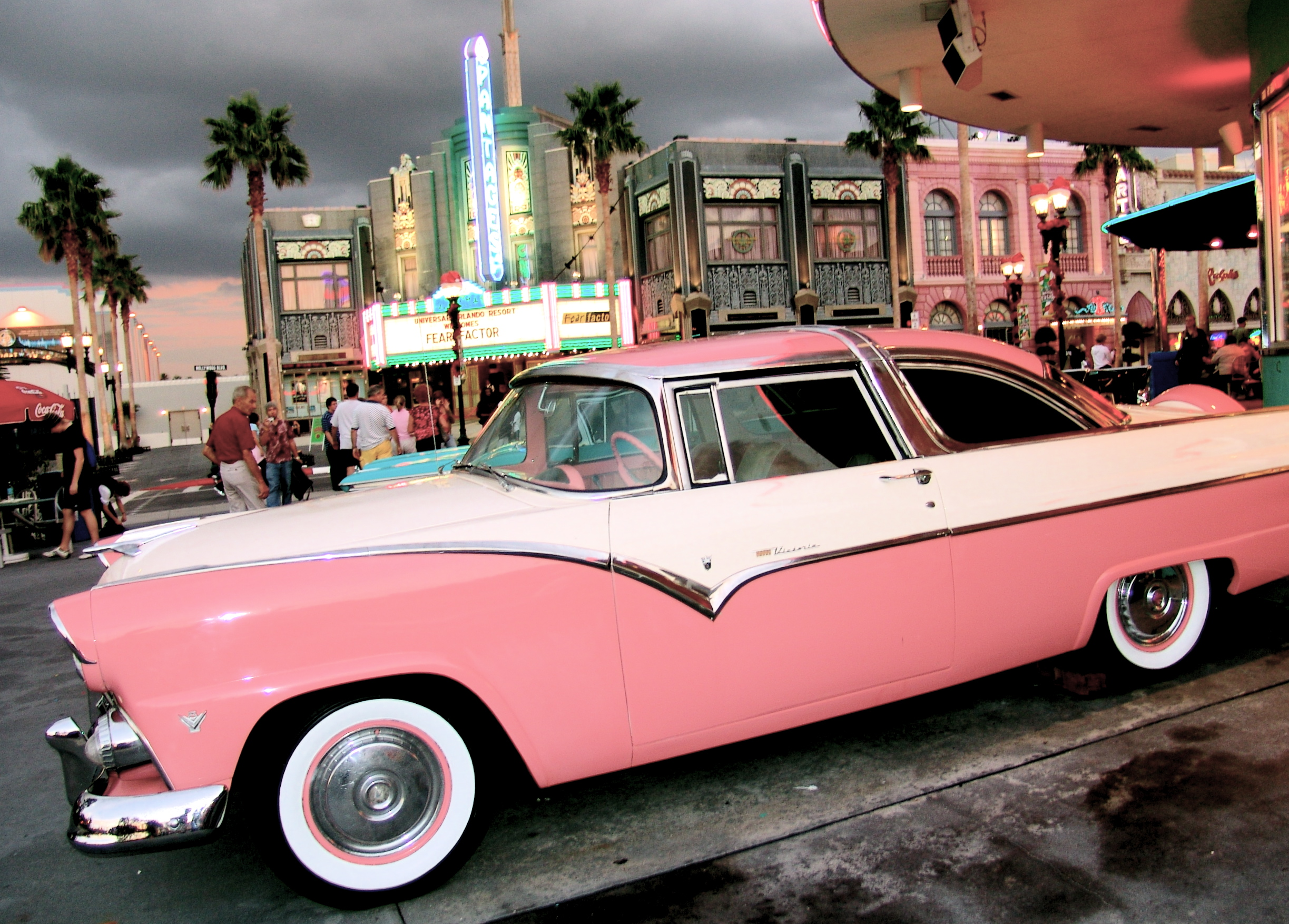
Cadillac en Universal's Horror Make-Up Show.
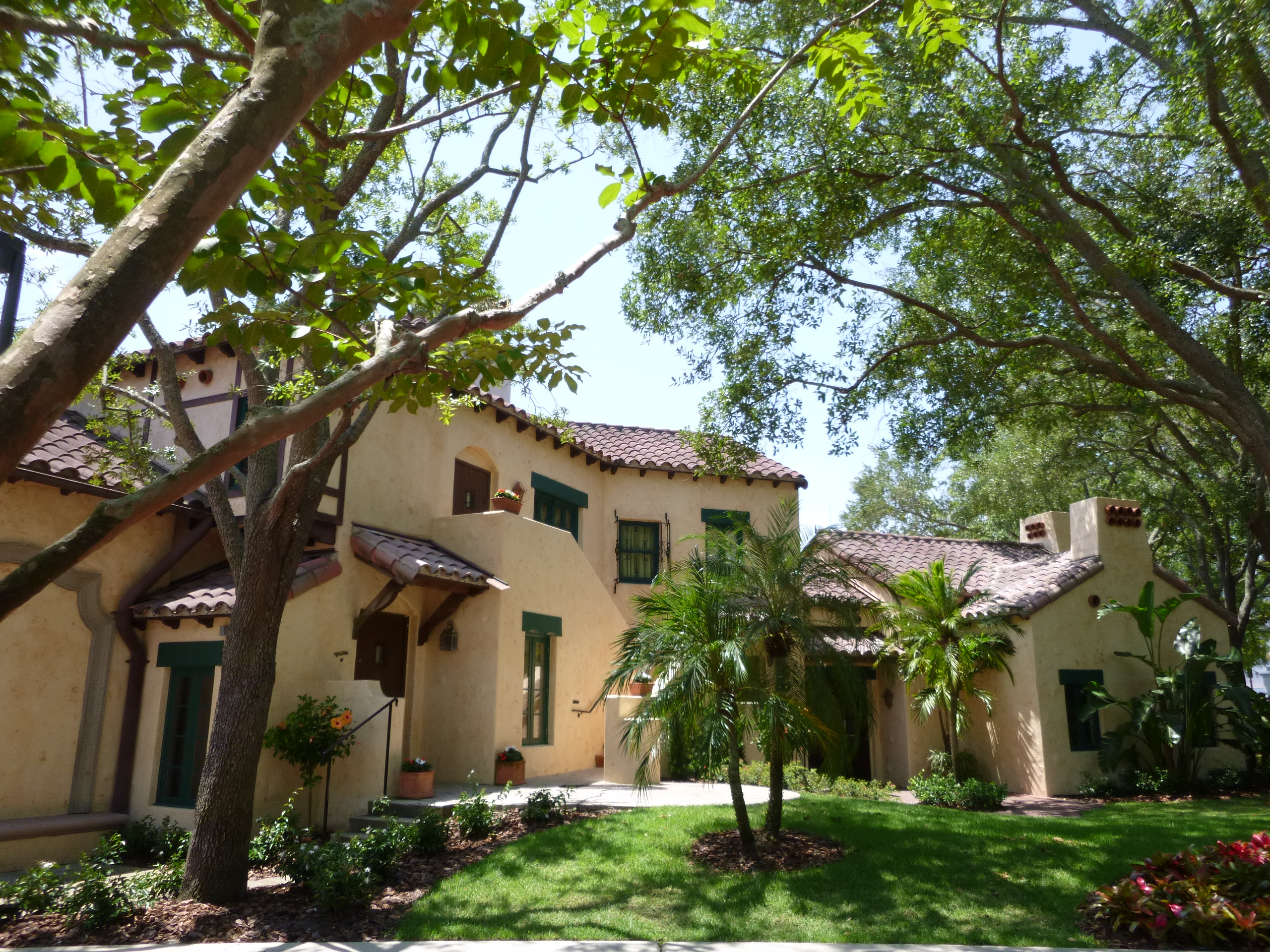
Garden of Allah villas.
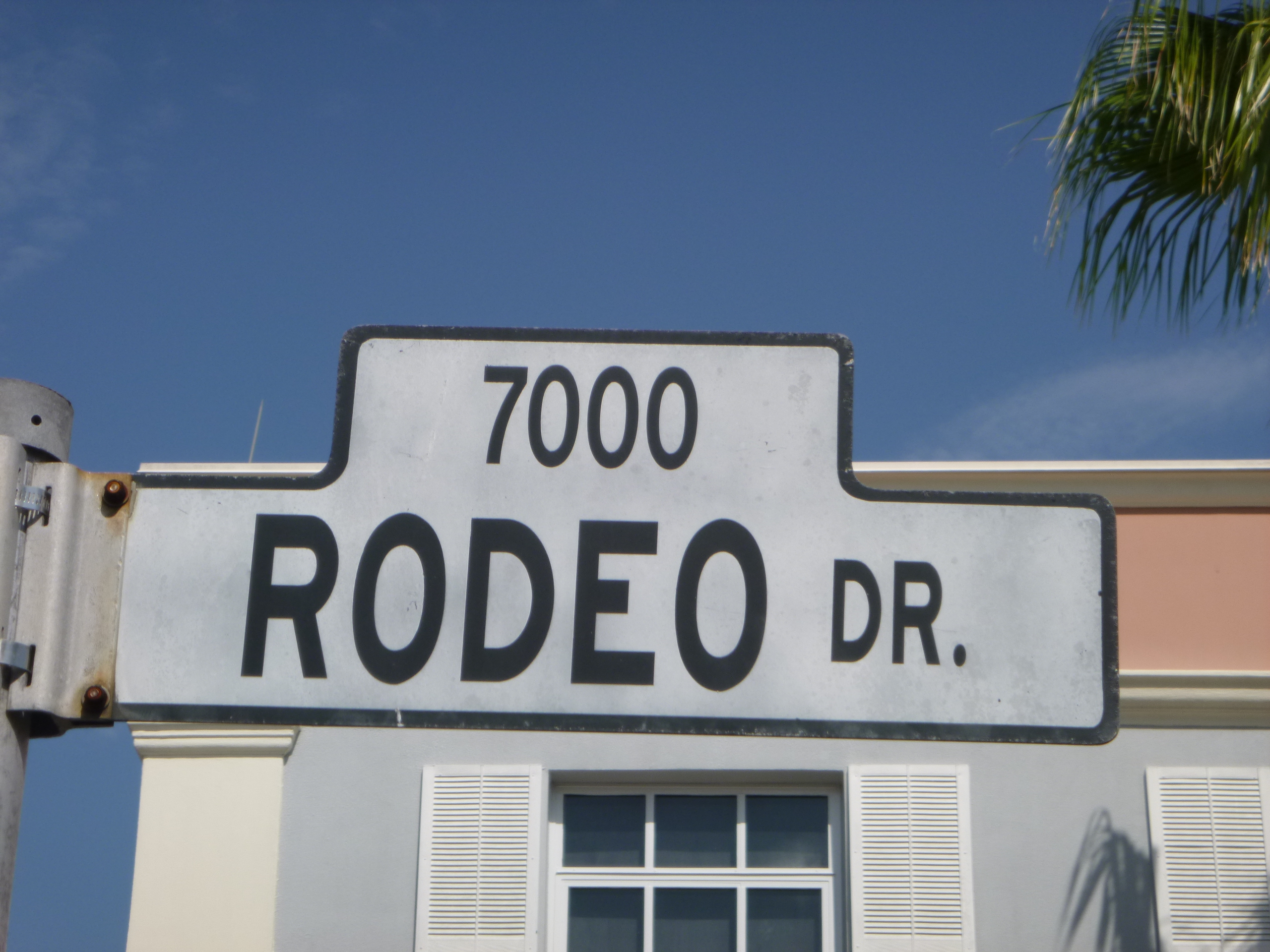